# Aeroport de Varsòvia Chopin
L'Aeroport de Varsòvia Chopin (polonès: Lotnisko Chopina w Warszawie) (IATA: WAW, ICAO: EPWA) és un aeroport internacional localitzat al districte Włochy de Varsòvia, Polònia. És l'aeroport amb més passatges de Polònia, amb el 40% del trànsit. Cada dia hi ha uns 300 vols programats sense comptar els charters. Londres, Chicago, Frankfurt, Paris, i Amsterdam són les connexions internacionals més ocupades, mentre que Cracòvia, Wrocław, i Gdańsk són les rutes properes més populars.
Es va obrir una estació de ferrocarril subterrània connectada al sistema de suburbà de Varsòvia el juny de 2012 per l'Euro 2012 de futbol. El 25 de novembre de 2013 l'aeroport va anunciar acomodar – per primer cop dins història – el seu passatger 10 milions en un any.
L'aeroport s'anomenava Veïnat d'Okęcie fins que es ra rebatejar amb el nom del compositor polonès i resident de Varsòvia anomenat Frédéric Chopin l'any 2001. Malgrat el canvi oficial, "Okecie" ("Lotnisko Okęcie") és el que segueix dient la gent i el nom que s'usa en la indústria, el trànsit aeri i els aeròdroms. El segon aeroport internacional de la ciutat és el discret Aeroport de Modlin que va obrir el 2012. Aeroport de Chopin de Varsòvia va ser el 41 aeroport més ocupat a Europa el 2014.

## Trànsit
| Passatgers                         | Número de passatgers en relació amb l'any anterior | Moviments d'avions de passatgers |         |
| ---------------------------------- | -------------------------------------------------- | -------------------------------- | ------- |
| 2005                               | 7,071,881                                          | 115,320                          |         |
| 2006                               | 8,101,827                                          | 014.6%                           | 126,534 |
| 2007                               | 9,268,476                                          | 014.4%                           | 133,146 |
| 2008                               | 9,460,606                                          | 02.1%                            | 129,728 |
| 2009                               | 8,320,927                                          | 012.0%                           | 115,934 |
| 2010                               | 8,712,384                                          | 04.7%                            | 116,691 |
| 2011                               | 9,337,734                                          | 07.2%                            | 119,399 |
| 2012                               | 9,587,842                                          | 02.7%                            | 118,320 |
| 2013                               | 10,683,706                                         | 011.4%                           | 123,981 |
| 2014                               | 10,590,473                                         | 00.9%                            | 121,913 |
| 2015                               | 11,206,700                                         | 05.8%                            | 124,700 |
| 2016 YTD de juny                   | 5,593,927                                          | 08.1%                            |         |
| Font: Lotnisko Chopina w Warszawie |                                                    |                                  |         |

## Rutes
| Posició | Aeroport                                      | Passatgers | Transportistes                                                               |
| ------- | --------------------------------------------- | ---------- | ---------------------------------------------------------------------------- |
| 1       | London-Heathrow, London-Gatwick, London-Luton | 759,000    | British Airways, LOT Línies aèries poloneses, Wizz Aire, Aire noruec Shuttle |
| 2       | Paris-Charles de Gaulle, Paris-Beauvais       | 519,000    | França d'aire, LOT Línies aèries poloneses, Wizz Aire                        |
| 3       | Frankfurt                                     | 446,000    | Lufthansa, LOT Línies aèries poloneses                                       |
| 4       | Amsterdam                                     | 370,000    | LOT Línies aèries poloneses, KLM                                             |
| 5       | Gdańsk                                        | 277,000    | LOT Línies aèries poloneses                                                  |

## Vols
| Ciutat      | Aeroport(s)                                         | Sortides setmanals(juliol 2015) | Línies aèries                                                                |
| ----------- | --------------------------------------------------- | ------------------------------- | ---------------------------------------------------------------------------- |
| London      | Heathrow Aeroport, Luton Aeroport, Gatwick Aeroport | 63                              | British Airways, LOT Línies aèries poloneses, Aire noruec Shuttle, Wizz Aire |
| Paris       | Paris-Charles de Gaulle, Beauvais, Paris-Orly       | 55                              | França d'aire, LOT Línies aèries poloneses, Transavia França, Wizz Aire      |
| Kraków      | Kraków                                              | 49                              | LOT Línies aèries poloneses                                                  |
| Frankfurt   | Aeroport de Frankfurt                               | 49                              | LOT Línies aèries poloneses, Lufthansa                                       |
| Gdańsk      | Gdańsk                                              | 46                              | LOT Línies aèries poloneses                                                  |
| Wrocław     | Wrocław                                             | 46                              | LOT Línies aèries poloneses                                                  |
| Praga       | Praga                                               | 45                              | Czech Línies aèries, LOT Línies aèries poloneses                             |
| Brussel·les | Brussel·les, Charleroi                              | 43                              | Línies aèries de Brussel·les, LOT Línies aèries poloneses, Wizzair           |
| Amsterdam   | Amsterdam                                           | 41                              | KLM, LOT Línies aèries poloneses                                             |
| Múnic       | Múnic                                               | 40                              | LOT Línies aèries poloneses, Lufthansa                                       |
| Viena       | Aeroport de Viena                                   | 35                              | Línies aèries austríaques, LOT Línies aèries poloneses                       |
| Copenhaguen | Copenhaguen                                         | 34                              | LOT Línies aèries poloneses, Línies aèries escandinaves                      |
| Budapest    | Budapest                                            | 30                              | LOT Línies aèries poloneses, Wizzair                                         |
| Estocolm    | Estocolm-Arlanda, Estocolm-Skavsta                  | 27                              | LOT Línies aèries poloneses, Wizzair                                         |
| Rzeszów     | Rzeszów                                             | 27                              | LOT Línies aèries poloneses                                                  |

## Transport
L'aeroport de Chopin de Varsòvia és localitzat al del sud-oest de Varsòvia, aproximadament a 10 km (6.21 mi) km (6.21 mi) del centre de ciutat. L'aeroport és fàcil d'accedir en tren, taxi o autobusos locals.

### Tren

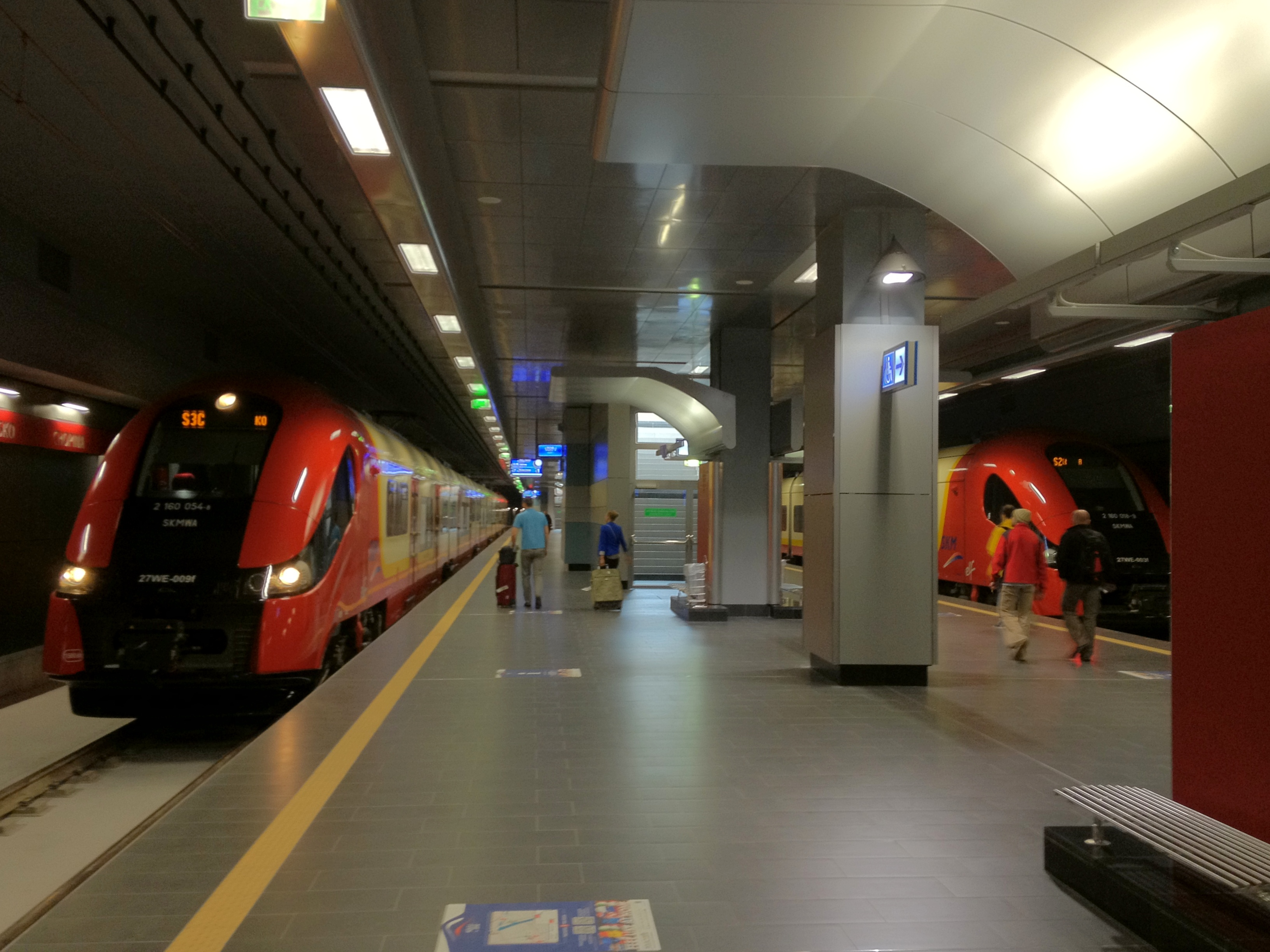
Dos trens de SKM a estació de ferrocarril d'Aeroport de Chopin de Varsòvia.

Un tren connecta l'estació de ferrocarril de d'Aeroport de Chopin de Varsòvia al centre de ciutat de la Varsòvia. L'estació va ser oberta l'1 de juny de 2012.

### Cotxe
Les carreteres Żwirki i Wigury, són l'artèria principal que dirigeix a l'aeroport.
També hi ha taxis. Els viatgers haurien d'assegurar-se d'agafar taxis no il·legals.

### Autobús
Al centre de la ciutat de la Varsòvia s'hi pot arribar amb les línies d'autobús: 175 i 188 durant el dia i N32 a la nit. Hi ha també una línia addicional 148 que proporciona accés a Ursynów (una part del sud de Varsòvia) i Praga (una part oriental de Varsòvia). L'utobús 331 connecta amb l'estació subterrània Metro Wilanowska. El bitllet és PLN 4.40 per totes les línies (dia i nit).